# 八王子市農業協同組合
八王子市農業協同組合（はちおうじしのうぎょうきょうどうくみあい）は、
東京都八王子市椚田町に本店を置き、八王子市全域で事業を行う農業協同組合である。JA八王子ともいう。

## 概略
八王子市農業協同組合は、従来より八王子市内にあった、八王子農協・横山農協・川口農協・八王子市加住農協・浅川農協・八王子市由木農協の6つの農協を統合して、1986年（昭和61年）4月に発足した。1992年（平成4年）4月には、農業協同組合の愛称が「JA」と呼ぶようになったことに伴い、JA表記は「JA八王子」と決定した。
なお、八王子市農業協同組合管内の農業生産は年々減少しているものの、農協としては「八王子市民に新鮮で安全な農産物の供給、貴重な自然を確保するという重要な役割を再認識し、農業の持つ多面的な機能を生かす」という目標のもと、八王子市等と連携し、活動を行っている。

## 組合概要
2018年3月31日現在の情報である。
- 名称：八王子市農業協同組合
- 代表者：代表理事組合長・原島元義
- 本店所在地：東京都八王子市椚田町585-8
- 組合員数
  - 正会員（農業を行っている者）：3526名
  - 准組合員（農業を行っていない者）：11431名
- 職員：211名（役員：31名・職員：211名）
- 出資金：9億1053万円
- 貯金：1828億2890万円
- 貸出金：544億9018万円
- 購買品供給高：8億4996万円
- 販売品販売高：1億702万円
- 長期共済保有契約高：4827億2780万円

## 事業内容
八王子市農業協同組合は、次に掲げる9つの事業を展開している。

### 営農指導事業
安全で美味しい農産物を消費者に届けるために、八王子市農業協同組合は農業生産部会を通じて、農協組合員に営農指導を行っている。また、八王子市で作られた農作物や都市農業の重要性と役割を八王子市民に理解してもらうために、農業に関するイベントも開催している。

### 信用事業
貯金や融資、振込み、口座振替などの総合金融サービス（銀行業）などを行う、「JAバンク」も、八王子農業協同組合は取り扱っている。

### 共済事業
保険事業（JA共済）も、八王子農業協同組合は取り扱っている。

### 購買事業
農作業に必要な飼料や農機具などを供給する事業も、八王子農業協同組合は取り扱っている。

### 販売事業
市内の農家で収穫した農産物を販売する事業も、八王子農業協同組合は取り扱っている。

### 資産管理事業
土地の有効活用や「農」と「住」の調和した街づくり運動なども、八王子農業協同組合は取り扱っている。

### 葬祭事業
葬儀業者と連携し
葬儀事業を取り扱っている。

## 店舗
本支店は、全て八王子市内にあり、全部で10店舗ある。
- 本店：椚田町585-8
- 大和田支店：大和田町5-15-3
- 元八王子支店：弐分方町785
- 片倉支店：片倉町444-1
- 横山支店：椚田町585-8
- 川口支店：川口町908
- 恩美支店：西寺方町508-1
- 加住支店：加住町1-260
- 浅川支店：高尾町1573
- 由木支店：下柚木435

また、八王子市農業協同組合は、様々な事業を展開しているので、次の様な、特定事業に特化した店舗や農作物を売る直売所も有している。
- 経済センター・ふれあい市場：大和田町5-15-3
- 経済センター加住店：加住町1-260
- 経済センター川口店：川口町908
- 経済センター元八王子店：弐分方町785
- 経済センター椚田店：椚田町251-1
- 経済センター由木店：下柚木435
- 園芸センター：犬目町478-2
- 夕やけ小やけふれあいの里直売所：上恩方町2030